# 七彩唐加拉雀
，是雀形目裸鼻雀科的一种鸟类，又名多彩唐加拉雀，为巴西东北部特有，棲息在亞熱帶或熱帶低地的潮濕森林，但受到失去棲息地的威脅。2008年估计分布区在5000平方公里左右，数量在在一万只以下。
七彩靓唐纳雀体重约25.5克，翼长约70.9毫米，嘴峰长约13毫米，喙宽度约4.9毫米，喙厚度约6.6毫米，跗蹠长约18.5毫米，尾长约50毫米。七彩靓唐纳雀在其分布区内为留鸟，其栖息在密集的高大树木组成的森林中，食性为杂食性，主要食物来源是水果。
七彩靓唐纳雀分布于巴西东北部沿海地区（南帕拉伊巴州、东伯南布哥州和阿拉戈斯州）。该物种是单型物种，没有亚种分化。

## 保育狀況
牠們被列為《瀕危野生動植物種國際貿易公約》附錄二的物種，被限制出口及貿易。